# La 2 noticias
La 2 noticias fue un programa informativo emitido por La 2 de Televisión Española. Presentado por Paula Sainz-Pardo, se suele considerar por sus contenidos vinculados a los derechos humanos, conflictos internacionales, medio ambiente, ciencia o cultura y su estilo más cercano e informal, como una versión alternativa e independiente al Telediario.
Desde su inicio en 1994 se ha mantenido en la programación del canal de manera prácticamente ininterrumpida, con variaciones en su horario, formato, duración y equipo. Desde el 12 de marzo de 2020 con motivo de la pandemia de COVID-19, cesaron sus emisiones, asegurándose desde RTVE que volvería a las pantallas a partir de enero de 2021, pero finalmente no volvió en tal fecha. Durante su trayectoria ha obtenido más de 150 premios y reconocimientos.

## Formato
Con una duración de 30 minutos el comienzo del informativo es un resumen de las noticias más importantes de la jornada y de gran repercusión en la sociedad. Las piezas tienen una duración habitual de minuto y medio, dos minutos e incluso más. El segundo bloque incluye noticias más breves de contenidos más minoritarios. Ocasionalmente se realizan entrevistas en plató sobre alguno de los temas de actualidad. El programa finaliza con una actuación en directo, predominantemente musical o literaria, aunque en ocasiones también se incluyen videoclips preferentemente protagonizados por artistas musicales emergentes. Tras la actuación se realiza una entrevista en plató que puede seguirse a través de redes sociales o la página web de RTVE. 
El contenido que aparece en La 2 noticias no es redundante. Una de las características más importantes de este informativo es que presenta las noticias de una manera distinta a como lo hacen las demás cadenas generalistas del país. Son noticias de temas minoritarios en algunos casos, generales en otros, desde un punto de vista crítico.

## Historia

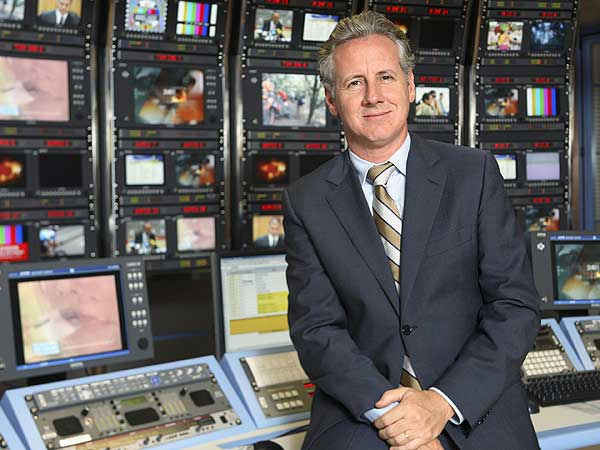
Lorenzo Milá, primer presentador de La 2 noticias, entre 1994 y 2003.

El informativo que en un principio duraba 30 minutos y se emitía de lunes a viernes a las 22:00h., comenzó el 7 de noviembre de 1994. El primer equipo incluía a Fran Llorente como editor, a Fernando Navarrete Parrondo como realizador y a Lorenzo Milá como presentador. Entre 1994 y 1996 también existió una edición matinal presentada por Enrique Peris y Almudena Ariza, que hacía las veces de Telediario Matinal, hasta que Televisión Española decidió unificar el formato para emitirlo exclusivamente a través de La 1.

"Creo que (La 2 noticias) ha tenido un problema de horario evidente. Un informativo sin horario fijo, está condenado a desaparecer. Confiar en que la gente vaya a a quedarse a cualquier hora después de una película o dos, no tiene sentido. Claro que le ha perjudicado convertirse en un late night, en un programa que no se sabe cuándo empieza... es lo peor. El horario de las 22:00 horas que tuvimos durante años es maravilloso. Ocupaba una franja perfecta".
Fran Llorente (Valenciaplaza.com, 2016)

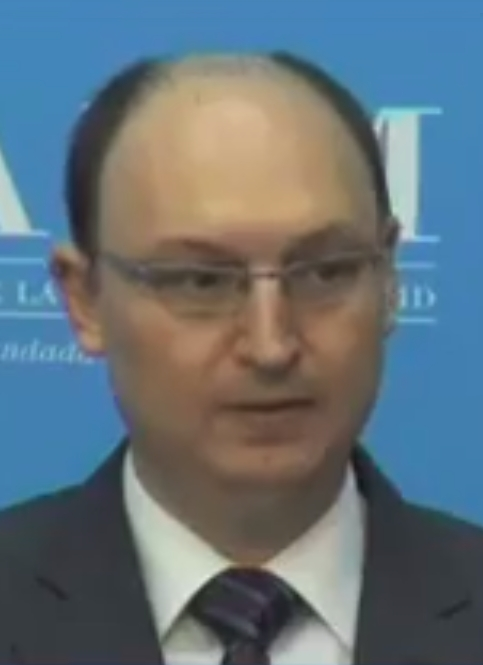
Fran Llorente, primer editor de La 2 noticias entre 1994 y 2004.

Durante casi diez años hubo pocas variaciones en el equipo, hasta 2003, cuando Milá pasó a ser corresponsal de Televisión Española en Washington D. C. En ese momento Llorente ejerció las labores de presentación del programa hasta que en abril de 2004 fuera nombrado director de los Servicios Informativos de Televisión Española para el periodo 2004-2012. Durante unos meses, el informativo fue conducido por Beatriz Ariño hasta la incorporación de Cristina Villanueva que lo presentó entre 2004 y 2006, siendo el editor de este periodo Miguel Ángel García.

"Apostamos por introducir historias que nos afectaban como ciudadanos y que no se trataban en La 1. Hoy ya forman parte de nuestra rutina, pero en aquel momento fue muy rompedor. Nos decían que éramos "el Telediario de las ballenas". Había compañeros periodistas que no comulgaban con nuestra manera de ver las cosas. Chocaba abrir el informativo con ciencia, pero son temas que afectan a nuestro día a día".
Fran Llorente (Diario Vasco, 2019)

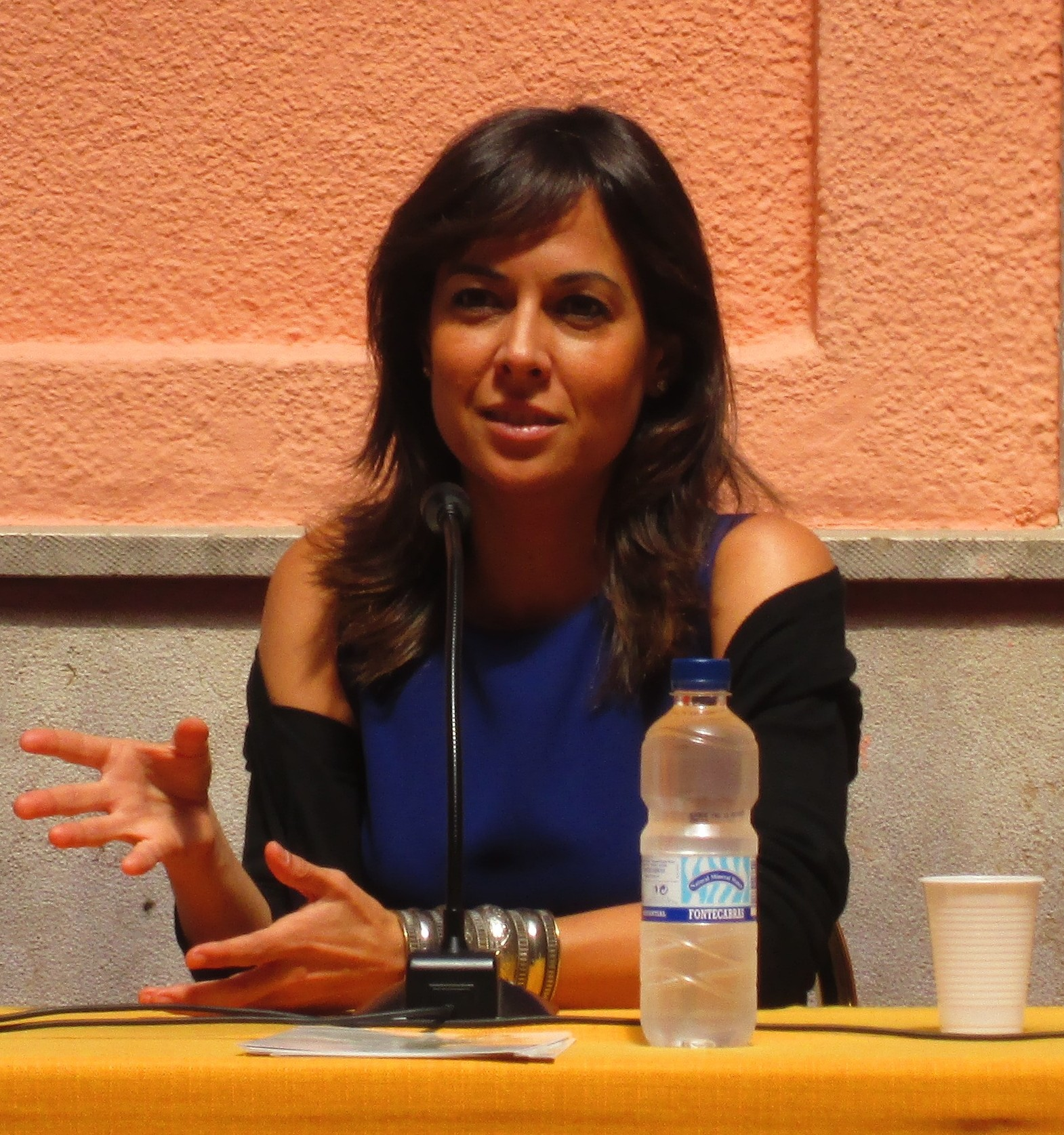
Mara Torres, la presentadora que más tiempo ha presentado La 2 noticias, entre 2006 y 2018.

En 2006, Cristina Villanueva abandonó Televisión Española para encargarse de la presentación de programas informativos en La Sexta. Su sustituta fue la periodista Mara Torres, procedente de la Cadena SER y que ha sido la presentadora que más tiempo ha permanecido al frente del programa entre los años 2006 y 2018. La editora de 2006 a 2009 fue Georgina Cisquella.

"Gracias a los espectadores por su complicidad. Gracias infinitas al equipo y a quienes me han acompañado estos 12 años tan complejos como hermosos. Sin vosotros, nada hubiera sido posible".
Mara Torres, en su último informativo el 26/7/2018)

Durante la temporada 2007-2008, La 2 noticias emitido en la medianoche, amplió su duración a 45 minutos con un espacio específico dedicado a la cultura, otro a los reportajes en profundidad y otro a los deportes. Carlos del Amor era el copresentador del apartado cultural y se encargaba de dar una visión distinta y personal de la cultura, el espectáculo, la ciencia, la vida cotidiana y los detalles que la rodean. María Oña era la enviada especial a aquellos acontecimientos interesantes en España. Y Raquel González presentaba los deportes.

"No hay suficiente espacio para la cultura en televisión, no estoy descubriendo la pólvora, solo hay que cambiar de canal y comprobar que salvo honrosas excepciones, solo la televisión pública por suerte, porque es en la que trabajo yo y por deber, por ser pública, es la que tiene una mayor calidad en contenidos culturales. Nosotros en los telediarios miramos porque haya espacio para la cultura más allá de la actualidad esta que nos invade y nos arrolla cada día. Yo creo que lo que hace falta también son más programadores valientes, más gente valiente que se atreva a apostar por un contenido cultural en un horario que no sea marginal".
Carlos del Amor (El Independiente, 2020)

Desde 2009 hasta 2013 La 2 noticias estuvo editado por Íñigo Herráiz. Durante estas temporadas La 2 noticias dedicó emisiones especiales a acontecimientos como el 60.º aniversario de los derechos humanos (con el que obtuvo el premio al mejor informativo por los Derechos humanos de España y Latinoamérica) o desde Estocolmo, al Premio Nobel 2010.
Tras la destitución de Íñigo Herráiz como editor el 28 de agosto de 2013, su reemplazo fue José Luis Regalado en el periodo 2013-2017. A partir de diciembre de 2015, el informativo pasó a emitirse a la 1:00 de la madrugada oficialmente, para no competir con La noche en 24 horas presentado por Sergio Martín, en el Canal 24 horas. Posteriormente, en la temporada 2016-2017 se adelantó el inicio aunque comenzaba entre las 23:40h. y las 01:00h. en función de la programación previa de La 2.

"Vestimos de negro por una razón muy sencilla. Hay una ley que se aprobó con el consenso de todos los partidos políticos, incluido el PP, para que el presidente de RTVE fuera elegido por consenso. No se sabe por qué esa ley sigue parada. Yo considero que ese modelo va a mejorar al actual. Cuando se elige por consenso y no por la mayoría de un partido político, estamos más cerca de la independencia".
Mara Torres (La Vanguardia, 2018)

El 26 de julio de 2018, Mara Torres dejó La 2 noticias para volver a la Cadena SER, parando ese mismo día el informativo sus emisiones hasta el 7 de noviembre de 2018, estrenando ese día, horario –de lunes a jueves entre las 20:30 y las 21:00– y presentadora, Paula Sainz-Pardo. En esta última etapa, además de mantener el estilo habitual en formato, destaca la inclusión al cierre del informativo de actuaciones en directo predominantemente de cantantes o escritores que recitan sus obras. Durante el verano de 2019 el informativo fue retirado durante seis semanas de la parrilla del canal, debido a la política de ajuste de gastos y las vacaciones del personal implementados por Televisión Española.
El 7 de noviembre de 2019, coincidiendo con el 25 aniversario de la puesta en marcha del informativo, se emitió una edición especial conmemorativa con la presencia en plató de Lorenzo Milá y Mara Torres. En él se repasaron algunos hitos de La 2 noticias y se reflexionó sobre las nuevas formas de consumir información, la necesidad de contar con un presentador, el modo en que los jóvenes se informan y el papel que el programa está jugando en ello. También participaron el artista Suso33, que finalizó un grafiti conmemorativo que desarrolló a lo largo de la semana y el grupo Morgan que realizó la actuación final del programa.

"Los científicos lo llaman "La teoría del caos" y los chinos lo recogen en un proverbio: "El aleteo de una mariposa se puede sentir al otro lado del mundo". Eso es justo lo que desde hace 25 años os cuenta La 2 noticias. Cómo algo que pasa al otro lado del mundo nos afecta y nos conmueve".
Lorenzo Milá, en el 25.⁰ aniversario de La 2 noticias

El 12 de marzo de 2020, el programa cesó sus emisiones como medida preventiva ante la pandemia de COVID-19 y de acuerdo al plan de desescalada por fases planteado por la radiotelevisión pública. Su equipo fue reubicado en diferentes departamentos de RTVE: Paula Sainz-Pardo conduce informativos en el Canal 24 horas, Eva de Vicente es la adjunta a la edición del Telediario 2 tras encargarse de la edición del informativo especial Última hora: Coronavirus que se emitió durante unos meses o César Vallejo volvió al equipo de digital para dirigir la creación de documentales. En enero de 2021, Eva de Vicente aseguró en una entrevista que desde la dirección de la cadena confirmaron la intención de volver a emitir el informativo aunque todavía no tenían luz verde para comenzar la producción.

"Me han prometido que vuelve, que en ningún caso quieren acabar con este proyecto que consideran una joya que no tiene ninguna otra cadena. Habría que iniciar un nuevo proyecto, no volver con lo mismo, aunque mantengamos la esencia de La 2 noticias. El equipo está desperdigado y necesitaríamos tiempo para rehacerlo. Yo creo que necesitaríamos un mes, pero con nuestra voluntad lo mismo lo logramos en 15 días".
Eva de Vicente (Vertele, 2021)

### Listado de histórico del equipo

#### Edición
- Fran Llorente (7/11/1994-26/4/2004)
- Miguel Ángel García (05/2004-10/2006)
- Georgina Cisquella (2006-2009)
- Íñigo Herráiz (2009-2013)
- José Luis Regalado (2013-2017)
- María José Ramudo (2017-2018)
- Eva de Vicente (parte televisiva: 2018-2020)
- César Vallejo (parte digital: 2018-2020)

#### Edición adjunta / coedición
- Matías Montero
- Silvia García Vega
- Gemma García
- Anna Bosch
- Juan Seoane
- Miguel Ángel García
- Beatriz Ariño (04/1998-09/2001, 11/2003-10/2004)
- Teresa Martín
- Javier de la Oliva
- Irene Vaquerizo (2004-2005)
- Juan Manuel Fernández
- Rafael Lobo (2004-2018)
- José Carlos Gallardo (12/2005-10/2006)
- Mónica Agudo (01/2006-09/2007)
- Antonio Parra
(2006-2009)
- Manuel Román
- Marisa Goñi
- Zulema Larripa
- Emilia Ayala
- Raquel González (2007-2008)
- Carlos del Amor
- María Oña (2007-2008)
- Eva de Vicente (2008-2018)
- Ana Bielsa
- Sara Ramos
- Susana Torres (2018-2019)
- Noemí Pérez (2018-2020)

#### Realización
- Fernando Navarrete Parrondo (1994-2004)
- Ángel Povedano (1994-2004)
- Isabel Malpica
- Mikel Marín (2004-2007)
- Miguel León
- Mercedes Sanz
- Manu Diéguez
- Maica Fernández
- Javier Mora
- Juana Martín (2007-2010)
- Paola Guerra
- Eduardo Sánchez Pasquín
- Juan Soria

#### Producción
- José Luis Latorre
- Andrés García de la Calera Oñate
- Jorge Rojo
- Santos López (2014-2018)
- María Soledad Pastrana (2018-2020)

#### Redacción
- Silvia Guerra
- Cristina Rivero
- Xaquín López
- Javier Mula
- Alejandro Cid
- Paloma Cañadas
- José María Coto
- Javier Jiménez
- Jesús Fraile
- Guadalupe Megías
- Eneko Carazo
- Susana Iglesias
- Alberto Martínez
- Paloma Díez
- Mariló Tarancón
- Mercedes Yoyoba
- José Fernández
- Laura García
- Usoa Zubiría
- Antonio Peña
- Luis Hernández
- José Ortiz
- Francisco J. Medina
- Carlos Cano
- Alfredo Pérez
- Ricardo Sánchez
- Maite Alcañiz
- Cati Ariza
- Mila Macías
- Marcos López
- Desirée Ndjambo
- Luismi Palao
- Rebeca Augusto
- Ana Sánchez
- Belén García
- Marina Espinosa
- Naiara Blanch

#### Presentadores
- Almudena Ariza (4/4/1994-2/8/1996)
- Enrique Peris (4/4/1996-2/8/1996)
- Lorenzo Milá (7/11/1994-25/7/2003)
- Fran Llorente (titular: 28/7/2003-26/4/2004, sustituciones: 1994-2003)
- Beatriz Ariño (27/4/2004-1/10/2004)
- Irene Vaquerizo (sustituta: 2004-2005)
- Cristina Villanueva (4/10/2004-22/3/2006)
- José Carlos Gallardo (23/3/2006-20/10/2006)
- Raquel Martínez (sustituta: 31/7/2006-1/9/2006)
- Mara Torres (23/10/2006-26/7/2018)
- Carlos del Amor (presentador del bloque de cultura: 2007-2008)
- Raquel González (presentadora del bloque de deportes: 2007-2008)
- María Oña (copresentadora y reportera por España: 2007-2008)
- Sara Ramos (sustituta: 2009)
- Marcos López (sustituto: 28/7/2015-27/8/2015)
- Paula Sainz-Pardo (2018-2020)
- Desirée Ndjambo (sustituta: 2016-2020)

## Redes sociales
Con más de 150.000 seguidores  en Facebook La 2 noticias ha sido el primer informativo español en esta red social y puede seguirse a través de la web oficial y comentar los post a través de su blog. El hecho de que en la página web que emite el programa en directo solo se pudiera opinar inicialmente desde Facebook acarreó críticas: se denunció que se otorgaba publicidad gratuita a la red social, tras dejar de emitir publicidad Televisión Española el 1 de enero de 2010, desfavoreciendo a las demás redes sociales, y que se vulneraba la libertad de expresión.
Posteriormente el programa incorporó perfiles activos en otras redes sociales como Instagram, Twitter o TikTok. En 2019 cuenta con 11.400 seguidores en Twitter y 13.600 seguidores en Instagram. A través de estos perfiles se pueden acceder a contenidos específicos que no están presentes en la emisión convencional de televisión.

"El futuro de La 2 noticias pasa por fortalecer sus versiones multiplataforma. Las historias se pueden consumir ahora en diferido. Sigue siendo un informativo que busca la innovación y la complicidad de su espectador".
Fran Llorente (Diario Vasco, 2019) 

## Reconocimientos

### TP de Oro
| Año               | Categoría                | Persona                  | Resultado |
| ----------------- | ------------------------ | ------------------------ | --------- |
| 2002              | Mejor Informativo Diario | Mejor Informativo Diario | Ganador   |
| 2000              | Mejor Informativo Diario | Mejor Informativo Diario | Ganador   |
| 1999              | Mejor Informativo Diario | Mejor Informativo Diario | Ganador   |
| 1998              | Mejor Informativo Diario | Mejor Informativo Diario | Ganador   |
| 1997              | Mejor Informativo Diario | Mejor Informativo Diario | Ganador   |
| Mejor Presentador | Lorenzo Milá             | Nominado                 |           |
| 1996              | Mejor Informativo Diario | Mejor Informativo Diario | Ganador   |
| 1996              | Mejor Presentador        | Lorenzo Milá             | Nominado  |

### Antena de Oro
| Año  | Persona      | Resultado |
| ---- | ------------ | --------- |
| 1998 |              | Ganador   |
| 1997 | Lorenzo Milá | Ganador   |

### Premios Iris
| Año                                         | Categoría                  | Persona                    | Resultado |
| ------------------------------------------- | -------------------------- | -------------------------- | --------- |
| 2019                                        | Mejor Programa Informativo | Mejor Programa Informativo | Ganador   |
| 2003                                        | Mejor Programa Informativo | Mejor Programa Informativo | Ganador   |
| 2002                                        | Mejor Programa Informativo | Mejor Programa Informativo | Ganador   |
| Mejor Comunicador de Programas Informativos | Lorenzo Milá               |                            | Ganador   |
| 2001                                        | Mejor Programa Informativo | Mejor Programa Informativo | Ganador   |

### Premios Ondas
| Año  | Categoría                                     | Resultado |
| ---- | --------------------------------------------- | --------- |
| 2005 | Trayectoria o labor profesional más destacada | Ganador   |
| 1996 | Mejor programa especializado                  | Ganador   |

### Premios APEI
| Año  | Categoría                                                  | Resultado |
| ---- | ---------------------------------------------------------- | --------- |
| 2007 | Presentadora de informativos en la categoría de Revelación | Ganador   |

2008
- Obtuvo el premio Pueblo Nuevo por su apoyo a la comunidad de inmigrantes.

Abril de 2009
- Mara Torres y su equipo de La 2 noticias ganan el 1.º premio de periodismo Joven Iberoamericano "La Pepa 1812" en la categoría de audiovisual, por el trabajo titulado: Especial sesenta aniversario de los Derechos humanos.

Septiembre de 2009
- Premio al mejor programa de televisión que otorga el festival Pop-Eye de Cáceres.

Diciembre de 2009
- Obtiene el premio a la mejor labor informativa en investigación, desarrollo e innovación que entrega Asimelec.

Abril de 2010
- Obtiene el premio a la libertad de expresión del semanario cultural Avuelapluma.

### Música Independiente
| Año  | Categoría                   | Resultado |
| ---- | --------------------------- | --------- |
| 2012 | Mejor Medio de Comunicación | Ganador   |

Junio de 2013
- La 2 noticias obtiene el premio La Inercia en su categoría de premios de comunicación bien.

Noviembre de 2013
- La 2 noticias obtiene el premio NICO en la categoría de medios de comunicación, por ser el informativo que más cuida en sus reportajes a las personas mayores.